# 짐 레이너
제임스 유진 레이너(영어: James Eugene Raynor, 애칭 짐 레이너(영어: Jim Raynor))는 블리자드 엔터테인먼트의 비디오 게임 시리즈 《스타크래프트》에 등장하는 주인공이다. 레이너는 《스타크래프트》와 《스타크래프트: 브루드 워》의 주인공이며, 《스타크래프트 II: 자유의 날개》에서는 플레이어 캐릭터이다. 또한 레이너는 소설 《Liberty's Crusade》와 《Queen of Blades》에도 등장하며, 소설 《Heaven's Devils》, 《Devil's Due》에서는 레이너의 뒷 이야기를 볼 수 있다. 성우는 로버트 클로트워시이다.

## 생애
시골 행성인 샤일록에서 태어났다. 가난한 농부 가정에서 자란 레이너는 어른이 되자 UDE 군에 입대했다. 아크튜러스 멩스크의 부하로 있었으나 뉴 게티스버그에 사라 케리건을 방치하고 도주한 일로 인해 아크튜러스 멩스크의 기함인 전투순양함 히페리온을 탈취한 후 그대로 아크튜러스 멩스크와 결별했다.
거기서 만난 부사관 타이커스 핀들레이와 생사고락을 같이 하면서 '천국의 악마들'이라는 분대 규모의 용병단으로 활약했다. 이렇게 살아가다가 아크튜러스 멩스크가 건국한 테란 자치령의 군대에게 체포당할 위기를 타이커스 핀들레이의 도움으로 무사히 넘겼으나 정작 타이커스 핀들레이는 체포되어 냉동감옥에 9년 동안 수감되었다.
이후 짐 레이너는 아무 목적도 없이 마 사라에서 행성보안관으로 하루하루를 낭비하다가 아크튜러스 멩스크가 타이커스 핀들레이에게 절대로 벗을 수 없는 강화복을 입는 조건으로 석방시켰다. 이 상태의 타이커스 핀들레이를 만난 짐 레이너는 레이너 특공대를 재결성했다. 이 때 짐 레이너 일행은 저그의 공습에 몰살당할 위기에 몰리지만 그의 참모장 맷 호너가 히페리온을 이끌고 와서 짐 레이너 일행을 구해줬다. 그렇게 레이너 특공대로서의 활동을 시작했다.